# Sharif Ghalib
Pour les articles homonymes, voir Ghalib.
 (juin 2014).
Si vous disposez d'ouvrages ou d'articles de référence ou si vous connaissez des sites web de qualité traitant du thème abordé ici, merci de compléter l'article en donnant les références utiles à sa vérifiabilité et en les liant à la section « Notes et références ».
 (juin 2014).
Sharif Ghalib, né le 1er mai 1961 à Kaboul, est l'actuel[Quand ?] Représentant permanent adjoint (RMA) de l'Afghanistan auprès de l'Office des Nations Unies à Genève (ONUG), et le chef de mission adjoint (DCM) de l'ambassade d'Afghanistan à Berne, Suisse. Il est le premier diplomate afghan à avoir représenté l'Afghanistan au Canada. Ghalib est venu aux États-Unis sous un stage USIA et programme d'échange en 1990.